# Орден Корони Індії
Орден Корони Індії — орден у британській системі відзнак. Нагорода була заснована королевою Вікторією в 1878 році, коли вона стала імператрицею Індії. Орден вручався до розділу Індії в 1947 році. Нагорода була проєктована лише для жінок, обмежувалася британськими принцесами, дружинами або родичками індійських принців (жінки-правительки, такі як Наваб Бегуми з Бхопала, теж такими вважалися), а також дружинами або родичками будь-якої особи, яка займала посаду:
- Віце-короля Індії
- Губернатора Мадраса
- Губернатора Бомбею
- Губернатора Бенгалії
- Головнокомандувача Індії
- Державного секретаря у справаї Індії
- Генерал-губернатора Індії

## Історія
Орден Корони Індії був заснований королевою Вікторією в 1878 році як супутній орден Ордену Вікторії та Альберта. Відзнака мала на меті визнати жінок, пов'язаних з Індією, незалежно від їх соціального статусу. На практиці Орден Корони Індії в основному надавався королівським особам, дружинам перів, дружинам членів правлячих класів Індії та дружинам державних службовців, розміщених в Індії. Це одна з небагатьох нагород, яка була зарезервована лише для жінок, як-от Орден Вікторії та Альберта та Орден Королівської родини.
Королева Єлизавета II, потім принцеса Єлизавета та її сестра принцеса Маргарет були призначені до ордена їхнім батьком, королем Георгом VI у червні 1947 року, до того, як через три місяці було розпущено Британську Індію, що зробило їх одними з останніх жінок, які були нагороджені орденом. До кінця XX століття було лише четверо живих леді ордену: королева Єлизавета II, королева Єлизавета, королева-мати, принцеса Маргарет і принцеса Аліса, герцогиня Глостерська, яка була останнім звичайним членом на момент своєї смерті в 2004 році.
Зі смертю останньої вцілілої володарки королеви Єлизавети II, останній діючий імператорський індійський орден припинив своє існування у 2022 році.

## Опис

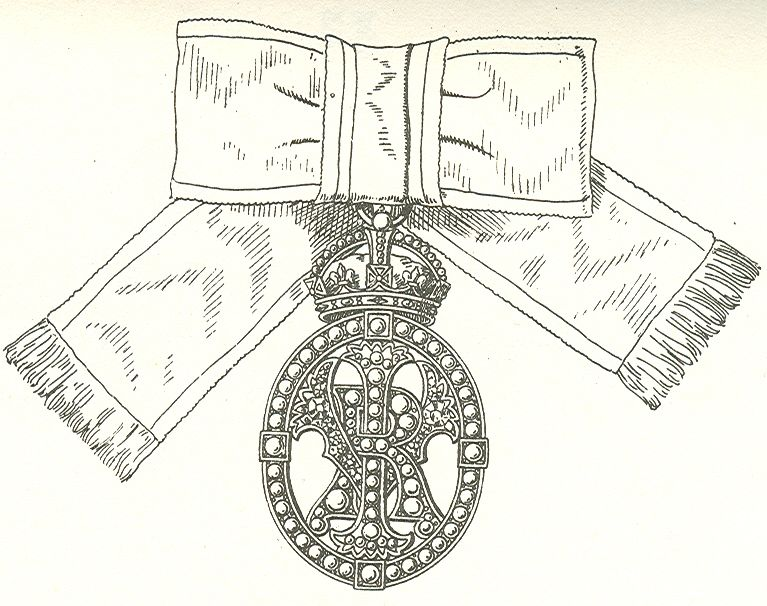
Знак ордена

Члени Ордену могли використовувати постіменні літери «CI», але не набували через це особливого пріоритету чи статусу. Крім того, вони мали право носити знак Ордену, який включав Імператорську шифру королеви Вікторії, VRI (Victoria Regina Imperatrix). Літери були оправлені діамантами, перлами та бірюзою та разом оточені перлинним бортиком, увінчаним фігурою Імператорської корони. Знак носився і кріпився до світло-блакитного банта з білою окантовкою на лівому плечі.

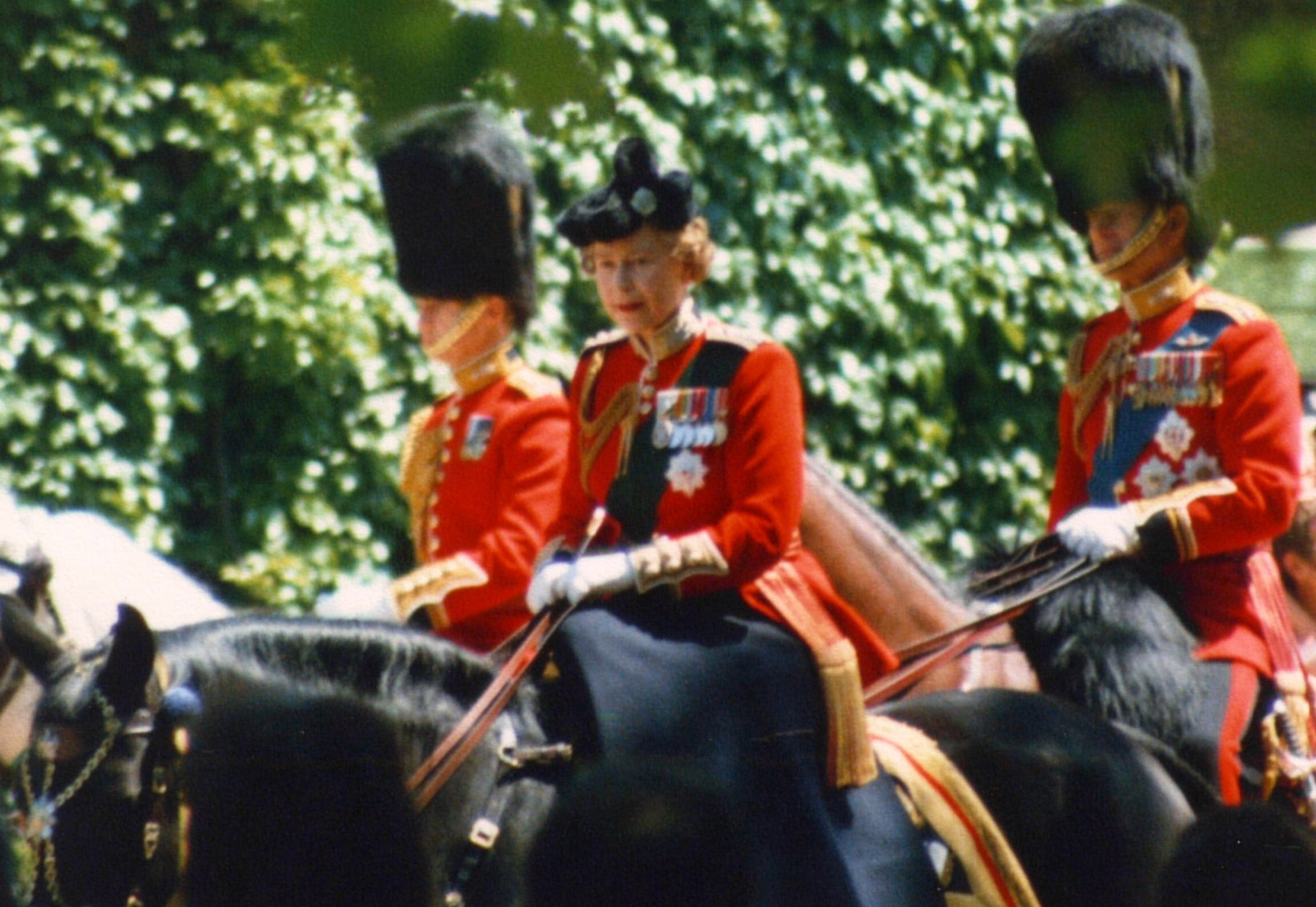
Єлизавета II у своєму мундирі головнокомандуваки шотландської гвардії носить знак ордена як медаль (перший ліворуч). (Загін кольорів, 1986)

## Одержувачі

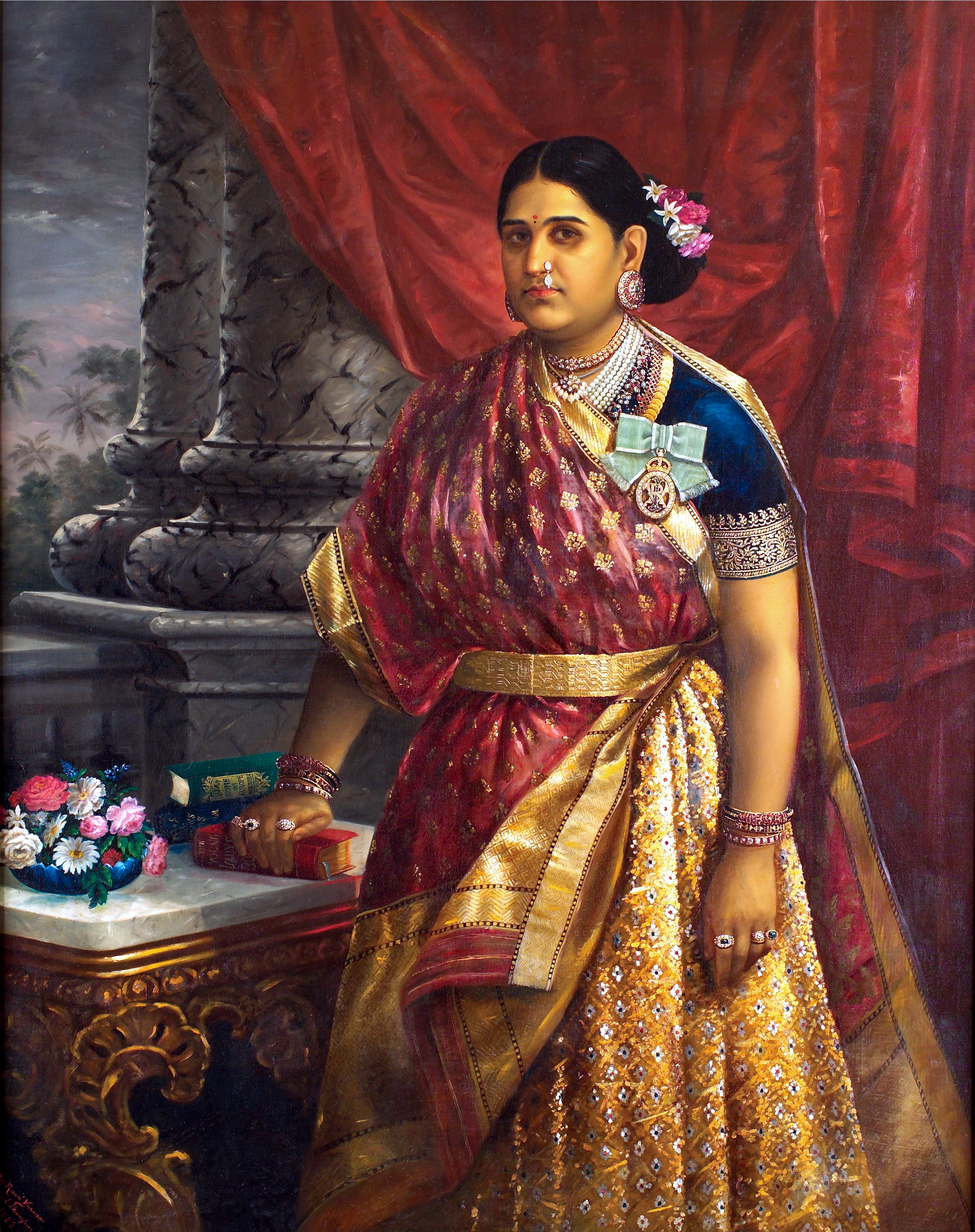
Рані Лакшмі Байї з Траванкору зі значком і стрічкою ордена

### 1878—1900рр.
- 1878: Олександра, принцеса Вельська
- 1878: Вікторія, королівська принцеса, кронпринцеса Німеччини
- 1878: Принцеса Аліса, велика герцогиня Гессенська і Рейнська[1]
- 1878: Принцеса Крістіана Шлезвіг-Гольштейнська
- 1878: Принцеса Луїза, маркіза Лорна
- 1878: Принцеса Великобританії Беатртса
- 1878: Марія Олександрівна, герцогиня Единбурзька
- 1878: Августа, герцогиня Кембриджська
- 1878: Велика герцогиня Августа Мекленбург-Штреліцька
- 1878: Принцеса Мері Аделаїда, герцогиня Текська
- 1878: Магарані Бамба Сінґх
- 1878: Султана Шах Джахан, беґум Бхопала
- 1878: Магарані Сіта Вілас Даваджі Аммані Анаро з Mайсуру
- 1878: Магарані Джумнабай Сахіб Ґеквад з Вадодара (вдова Магараджі Кхандерао)
- 1878: Ділавар ун-Ніса Бегум Сахіба, з Гайдарабада
- 1878: Наваб Кудсія, беґум з Бхопалу
- 1878: Віджая Могана Муктамба Бай Аммані Раджа Сагіб з Тханджавура
- 1878: Магарані Сварнамої з Косімбазару
- 1878: Елізабет Кемпбелл, герцогиня Аргайльська
- 1878: Джорджина Гаскойн-Сесіль, маркіза Солсбері
- 1878: Генрієтта Вайнер, маркіза Ріпонська, віце-віце-королева Індії
- 1878: Леді Мері Темпл-Наджент-Бріджес-Чандос-Гренвілл
- 1878: Мері Брюс, графиня Елджин
- 1878: Графиня Мейо
- 1878: Леді Сьюзен Берк
- 1878: Мері Вуд, віконтеса Галіфакс
- 1878: Леді Гобарт (Мері Гобарт, дружина лорда Гобарта, губернатора президентства Мадрас)
- 1878: Леді Джейн Барінг
- 1878: Анна Нап'єр, баронеса Нап'єр (дружина Френсіса Нап'єра, 10-го лорда Нап'єра, губернатора президентства Мадрас, 1866—1872)
- 1878: Едіт Бульвер-Літтон, графиня Літтон
- 1878: Гаррієт Лоуренс, баронеса Лоуренс
- 1878: Сесілія Норткот, графиня Іддеслі
- 1878: Кетрін Фрер, леді Фрер (дружина сера Генрі Фрера, 1-го баронета, губернатора президентства Бомбей)
- 1878: Мері Темпл, леді Темпл (дружина сера Річарда Темпла, 1-го баронета, губернатора президентства Бомбей)
- 1878: Кароліна Денісон, леді Денісон (дружина сера Вільяма Денісона, губернатора президентства Мадрас)
- 1878: Кетрін Стречі, леді Стречі (дружина сера Джона Стречі, виконуючого обов'язки віце-короля Індії 1872)
- 1878: Джейн Гаторн-Гарді, графиня Кранбрук
- 1878: Принцеса Фредеріка Ганноверська
- 1878: Принцеса Марія Ганноверська
- 1879: Тіра, герцогиня Камберлендська
- 1879: Луїза Маргарет герцогиня Коннотська
- 1879: Леді Нап'єр Магдалинська (дружина Роберта Нап'єра, 1-го барона Нап'єра Магдалинського, головнокомандувача Індією у 1870—1876 рр. та виконуючого обов'язки віце-короля Індії у 1862—1863 рр.)
- 1879: Леді Френсіс Кунінгем
- 1879: Вдова леді Поттінгер (вдова сера Генрі Поттінгера, губернатора президентства Мадрас 1848—1854 рр.)
- 1881: Бхарані Тірунал Лакшмі Байї, старша рані Аттінгала
- 1881: Леді Ферґюссон (Олів Ферґюссон, дружина сера Джеймса Ферґюссона, 6-го баронета, губернатора президентства Бомбей, 1880—1885)
- 1881: Місіс Вільям Патрік Адам (Емілі Адам, вдова Вільяма Патріка Адама, губернатора президентства Мадрас 1880—1881)
- 1882: Гелена, герцогиня Олбані
- 1883: Леді Грант Дафф (Анна Джулія Грант Дафф, дружина сера Маунтстюарта Грант Даффа, губернатора президентства Мадрас 1881—1886)
- 1884: Едіт Фергюссон (дочка сера Джеймса Фергюссона, 6-го баронета, губернатора президентства Бомбей, 1880—1885)
- 1884: Графиня Дафферін (дружина Фредеріка Гамільтона-Темпла-Блеквуда, графа Дафферін, віце-короля Індії, 1884—1888)
- 1885: Леді Рендольф Спенсер-Черчилль (дружина лорда Рендольфа Черчилля, державного секретаря у справах Індії, 1885—1886)
- 1885: Леді Рей (Фанні Джорджіана Джейн Маккей, дружина Дональда Маккея, 11-го лорда Рея, губернатора президентства Бомбей 1885—1890)
- 1886: Віконтеса Кросс (Джорджина Кросс, дружина Річарда Ашетона Кросса, 1-го віконта Кросса, державного секретаря Індії 1886—1892)
- 1887: Принцеса Луїза Вельська
- 1887: Принцеса Вікторія Вельська
- 1887: Принцеса Мод Вельська
- 1887: Магарані Суніті Деві з Куч Бехар
- 1888: Мод Петті-Фітцморис, маркіза Лансдаунська, віце-віце-королева Індії
- 1889: Принцеса Гелена Вікторія Шлезвіг-Гольштейнська
- 1889: Принцеса Вікторія Марія Текська
- 1890: Леді Гарріс (Люсі Ада Гарріс, дружина Джорджа Гарріса, 4-го барона Гарріса, губернатора президентства Бомбей, 1890—1895)
- 1891: Магарані Сахіабай Радже Сахіб Сциндія Бахадур, регентка Гваліора (вдова магараджі сера Джаяджірао Сциндія Багадура)
- 1891: Леді Венлок (Констанс Мері Лоулі, дружина Бейлбі Лоулі, 3-го барона Венлока, губернатора президентства Мадрас 1891—1896)
- 1892: Махарані Чімнабай Сахіб Ґеквад з Бароди (дружина махараджі Саяджі Рао Гайквада III)
- 1892: Леді Нандкувербай Бхагватсінх Джадеджа, рані-сагіб Гондалу
- 1893: Магарані Кемпананджанмані Деві з Майсура (дружина Магараджі Чамараджі Водеяра X)
- 1893: Марі, кронпринцеса Румунії
- 1893: Принцеса Вікторія Меліта Саксен-Кобургська і Гота
- 1893: Принцеса Аріберта Ангальтська
- 1894: Графиня Елджин (дружина Віктора Брюса, 9-го графа Елґіна, віце-короля Індії, 1894—1899)
- 1895: Місіс Генрі Фаулер (Еллен Фаулер, дружина Генрі Фаулера, пізніше віконта Вулвергемптона, державного секретаря Індії, 1894—1895)
- 1895: Леді Сендгерст (дружина Вільяма Менсфілда, 1-го барона Сендхерста, пізніше віконта Сендхерста, губернатора президентства Бомбей, 1895—1900)
- 1895: Леді Джордж Гамільтон (дружина лорда Джорджа Гамільтона, державного секретаря у справах Індії, 1895—1903)
- 1897: Олександра, спадкова принцеса Гогенлое-Лангенбурзька
- 1897: Махарані Сахіба з Удайпуру (дружина Магараджадхіраджі Фатеха Сінґха)
- 1897: Наваб Шамсі Джахан, Беґум Сагіба з Муршідабаду
- 1897: Леді Гевелок (Енн Гевелок, дружина сера Артура Гевелока, губернатора президентства Мадрас, 1896—1900)
- 1899: Леді Керзон Кедлстон, віце-віце-королева Індії
- 1900: Принцеса Маргарита Коннотська
- 1900: Леді Норткот (дружина Генрі Норткота, 1-го барона Норткота, губернатора президентства Бомбей, 1900—1903)
- 1900: Леді Робертс (дружина Фредеріка Робертса, барона Робертса, головнокомандувача Індії 1885—1893)
- 1900: Леді Стюарт (Марина Кетрін Стюарт, вдова генерала сера Дональда Стюарта, 1-го баронета, головнокомандувача Індії 1881—1885)[2]
- 1900: Леді Вайт (Амелія Марія Вайт, дружина генерала сера Джорджа Вайта, головнокомандувача Індією 1893—1898)[2]
- 1900: Леді Мері Кетрін Локгарт (уроджена Екклз; вдова генерала сера Вільяма Стівена Александра Локгарта, головнокомандувача Індією, 1898—1900)
- 1900: Леді Ампітхілл (дружина Артура Рассела, 2-го барона Ампітхілла, губернатора президентства Мадрас, 1900—1905)

### 1901—1947рр.
- Графиня Мінто (дружина Гілберта Елліота-Мюррея-Кінінмаунда, 4-го графа Мінто, віце-короля Індії, 1905—1910)[3]
- 1910: Леді Гардінг Пенсгерстська (дружина Чарльза Гардінга, 1-го барона Гардінга Пенсгерстського, віце-короля Індії у 1910—1916 рр.)[4]
- 1911: Принцеса Патриція Коннотська (Коронація Георга V)[5]
- 1911: Принцеса Шарлотта Прусська, герцогиня Саксен-Майнінгенська (Коронація Георга V)[5]
- 1911: Маркіза Кру (дружина Роберта Кру-Мілнса, 1-го маркіза Кру, державного секретаря у справах Індії, 1910—1911)
- 1911: Кайхусрау Джахан, бегум Бхопала
- 1911: Махарані Шрі Нунканварба з Бхавнагара
- 1916: Віконтеса Челмсфорд (дружина Фредеріка Тесігера, 1-го віконта Челмсфорда, віце-короля Індії, 1916—1921)
- 1917: Леді Віллінгдон (дружина Фрімена Фрімена-Томаса, 1-го барона Віллінгдона, пізніше маркіза Віллінгдон, губернатор президентства Бомбей, 1913—1918; губернатор президентства Мадрас, 1919—1924; віце-король Індії, 1931—1936)
- 1918: Маджі Сахіба Ґіррадж Куар, махарані Бхаратпуру, регент Бхаратпуру, 1900—1918
- 1919: Марія, королівська принцеса і графиня Гарвудська
- 1921: Аліса Айзекс, графиня Редінг, віце-віце-королева Індії
- 1926: Леді Ірвін (дружина Едварда Фредеріка Ліндлі Вуда, 1-го барона Ірвіна, пізніше графа Галіфакса, віце-короля Індії, 1926—1931)
- 1927: Графиня Літтон (дружина Віктора Булвер-Літтона, 2-го графа Літтона, віце-короля Індії, 1925—1926)
- 1928: Шріматі Чінкураджа Скіндія, старший махарані Гваліора
- 1929: Пурадам Тірунал Сету Лакшмі Баї, регент Махарані Траванкору
- 1930: Леді Бердвуд (дружина Вільяма Бердвуда, 1-го барона Бердвуда, головнокомандувача Індії у 1925—1930 роках)
- 1931: Єлизавета Герцогиня Йоркська
- 1932: Беґум Маріам Султана, леді Алі-шах (вдова Ага-хана II)
- 1935: Махарані Бгатіаніджі Шрі Аджаб Канварджі Сахіб з Біканера, Раджпутана[6]
- 1935: Леді Беатрікс Тейлор Стенлі[6]
- 1936: Дорін Гоуп, маркіза Лінлітгоу, віце-королева Індії[7]
- 1937: Принцеса Аліса, герцогиня Глостерська[8]
- 1937: Принцеса Марина, герцогиня Кентська[9]
- 1937: Дорін Кнатчбулл Леді Брабурн[10]
- 1943: Віконтеса Вейвелл (дружина Арчибальда Вейвелла, віконта Вейвелла, пізніше графа Вейвелла, віце-короля Індії, 1943—1947)
- 1945: Пані Леопольд Стеннетт Емері (Флоренс Емері, дружина Леопольда Стеннетта Емері, державного секретаря Індії у воєнний час, 1940—1945)[11]
- 1946: Махарані Тара Деві з Джамму і Кашміру Джамму та Кашмір[12]
- 1947: Едвіна, віконтеса Бірми Маунтбеттен, віце-королева Індії[13]
- 1947: Принцеса Великобританії Єлизавета[14]
- 1947: Принцеса Великобританії Маргарет[14]
- 1947: Агнес Енн, баронеса Клайдсмуїр (дружина Джона Колвілла, 1-го барона Клайдсмуїра, губернатора президентства Бомбей)[15]